# Landgoed Frieswijk

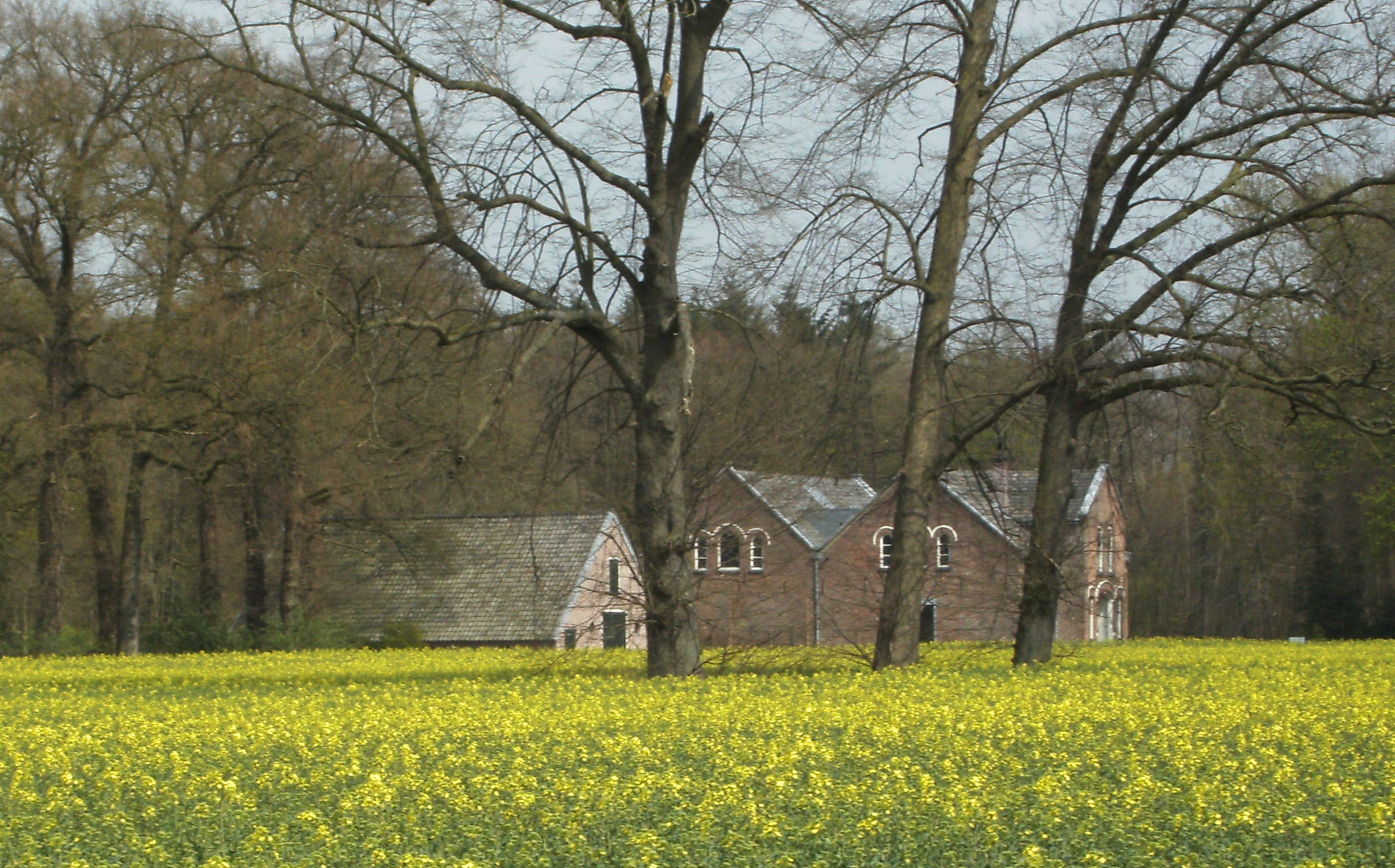
Voormalig koetshuis en boerderij op landgoed Frieswijk met koolzaadveld

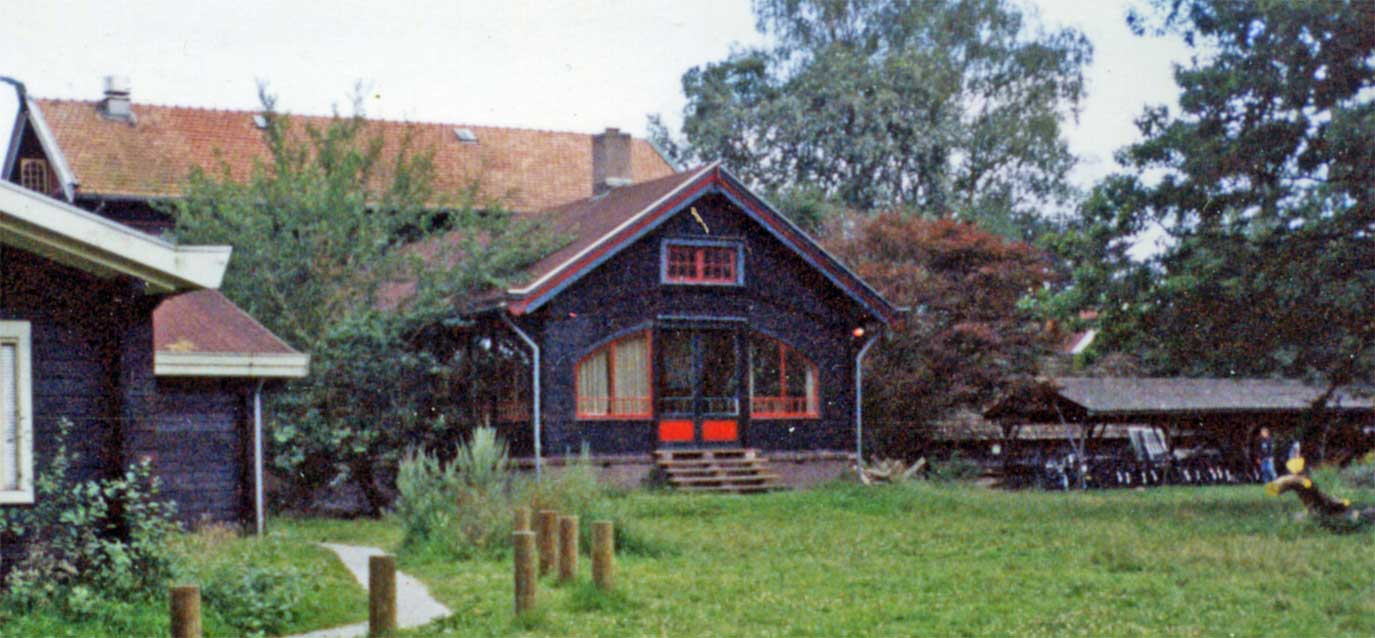
Het voormalige jachthuis van Frieswijk te Joppe bij Gorssel, later in gebruik genomen als jeugdherberg/hostel

Het landgoed Frieswijk is een particulier landgoed van circa 150 ha. in de Overijsselse gemeente Deventer, bij de buurtschap Frieswijk. Het nu niet meer aanwezige landhuis was een havezate.

## Geschiedenis
De bewoningsgeschiedenis van Frieswijk begon al in het mesolithicum. Gedurende archeologische opgravingen werd een nederzetting uit die tijd blootgelegd. Rond het landgoed zijn nog op verschillende plaatsen delen van landweren aanwezig. In de 14e eeuw werd het goed Vriesewijck genoemd als een leen van het Sticht Utrecht aan ene Gelmer Coenraets, in die tijd was het waarschijnlijk al een bedevaartsoord. Het kwam in 1540 in bezit van Geerlich Doys, een raadsman van keizer Karel V. Zijn kleinzoon Johan van Middachten erfde de havezate die tot 1901 eigendom van de Van Middachtens bleef. In dat jaar vererfde het op het geslacht Vos de Wael dat het landgoed in 1950 ter blijvende instandhouding onderbracht in een stichting.
Het laatste landhuis, gebouwd in 1775, werd in 1936 afgebroken. Een houten jachthuis dat prins Hendrik, echtgenoot van koningin Wilhelmina en een groot jachtliefhebber, in 1912 cadeau kreeg van de Noorse koning vond een plek op Frieswijk. Later werd het verplaatst naar Joppe bij Gorssel waar het sinds 1935 fungeert als jeugdherberg. Het koetshuis, de tuinmanswoning, het huis van de jachtopziener en een vijftal boerderijen zijn nog op het landgoed aanwezig. Ze zijn herkenbaar aan hun blauw met witte luiken. Van 1912 tot 1979 stond op het goed ook een drieklassige lagere school voor leerlingen van Frieswijk en Averlo. In het particulier bewoonde voormalige schoolgebouw vinden nu af en toe culturele activiteiten plaats.

## Bedevaartsoord

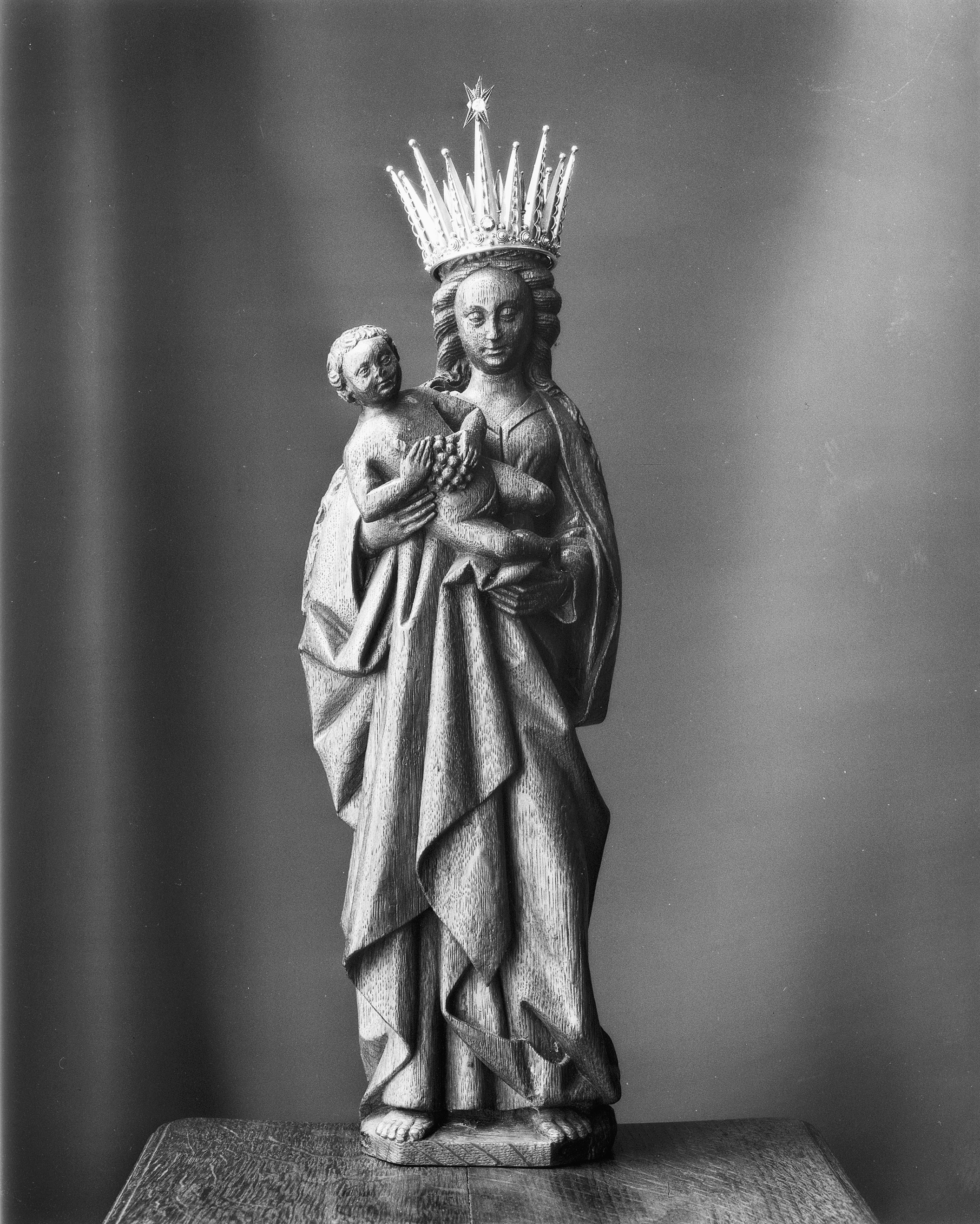
Onze lieve vrouwe van Frieswijk

Op het landgoed bevond zich waarschijnlijk al in de middeleeuwen een bedevaartsoord. In een heilige boom zou zich een genadebeeld van de Heilige Maria hebben bevonden. Nog in de 17e eeuw klaagden Deventer predikanten over de belangstelling van het volk voor de Mariaboom van Frieswijk. Begin 20e eeuw werd in een boerderij in het naburige Averlo een laat-gotisch Mariabeeld gevonden dat nu in de Nicolaaskerk in het naburige Schalkhaar vereerd wordt. Sommigen menen dat dit de Madonna van Frieswijk uit de legenden is. Thea Beckman schreef in 1991, door dit gegeven geïnspireerd, Het wonder van Frieswijck. Er is echter geen aantoonbaar verband tussen het Mariabeeld en Frieswijk.

## Wandelgebied
In de 19e eeuw werd het landgoed opnieuw aangelegd in de toen modieuze Engelse landschapsstijl. Het parkachtige resultaat hiervan is nog goed te zien. Bossen, weides, akkers en waterpartijen maken het tot een gebied van grote landschappelijke waarde. Het landgoed is opengesteld voor wandelaars. In een van de boerderijen is een museum voor miniatuurlandbouwwerktuigen gevestigd.
Ahnem · Den Alerdinck · Arendshorst · Arkelstein · Averbergen · Beerze · Den Berg · Bergentheim · Blankena · Borgele · Boskamp · Boxbergen · Bredenhorst · Buckhorst · Campherbeek · Collendoorn · Den Dam · Dieze · Dingshof · Den Doorn · Hof te Dorth · Eerde · Egede · De Gelder · Gerner · Glinthuis · Gramsbergen · De Groote Scheere · De Grote Weede · De Haere · Haerst · Hagenvoorde · Heemse · Herxen · Hoenlo · Hofstede · 't Hogeholt · Hogenhof · 't Hoogehuis · Junne · Kranenburg · Krijtenberg · De Kuile · Het Laar · Langeveldslo · Leemcule · Luttenberg · Melenhorst · Mennigjeshave · Nijenhuis · Oosterveen · Den Ordel · De Pol · Pothof · Rande · Rechteren · Het Reelaer · Rhaan · Rollecate · Rutenberg · Schoonheten · Schuilenburg · Vechterweerd · Velner · Venebrugge · Verborg · Voorst · Vrieswijk · Werkeren · Westerveld · Windesheim · Wittenstein · Wolfshagen · Zuthem
Den Aalshorst · Den Alerdinck · Huis Almelo · Arkelstein · Averbergen · Azoelen · Backenhagen · Bellinckhof · Den Berg · Huis Bergentheim · Beugelskamp · Beverfeurde · Blankena · Hof te Boekelo · Borgbeuningen · Havezate Boskamp · Boxbergen · Havezate Brecklenkamp · Bredenhorst · Buckhorst · Campherbeek · Colckhof · Den Dam · Huis Diepenheim · Dingshof · Dubbelink · Kasteel Eerde · Egede · Havezate Elsen · Everlo · Landgoed Frieswijk · Glinthuis · Huis Gramsbergen · Grimberg · Grotenhuis · De Haere · Haerst · Hagmeule · Slot Hardenberg · Huis Heeckeren · Huis Hengelo · Herxen · Hofstede · Hogenhof · Hondeborg · Katenhorst · Kevelham · Kranenburg · De Kuile · Het Laar · Leemcule · Luttenberg · Mataram · Mennigjeshave · Nijenhuis (Diepenheim) · Nijenhuis (Olst-Wijhe) · Oldemeule · Olidam · Oosterhof · Huis te Ootmarsum · Den Ordel · Pekkedam · Pothof · Rande · Kasteel Rechteren · Het Reelaer · Rhaan · Rutenberg · Huis Saasveld · Havezate Schoonheten · Havezate Schuilenburg · Singraven · Stoevelaar · Kasteel Toutenburg · Twickel · Vechterweerd · Venebrugge · Kasteel Voorst · Warmelo · Wegdam · Weldam · Weleveld · Huis Werkeren · Westerflier · Wittenstein · Zuthem